# Erdmannshain

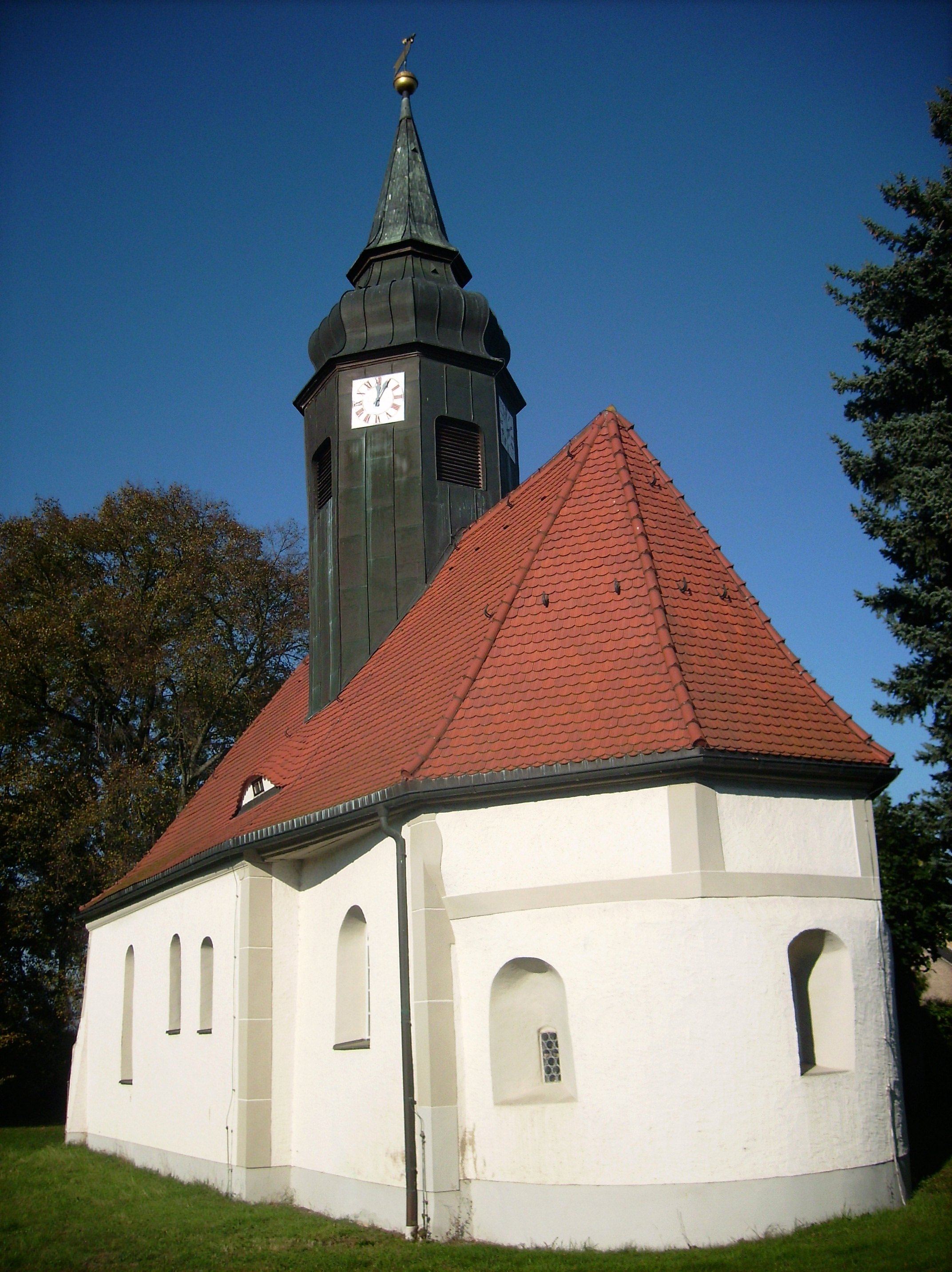
Dorfkirche Erdmannshain

Erdmannshain ist ein Ortsteil der sächsischen Stadt Naunhof im Landkreis Leipzig.

## Geografie

### Lage
Erdmannshain liegt etwa 14 Kilometer ostsüdöstlich der sächsischen Großstadt Leipzig in der Leipziger Tieflandsbucht. Der Ortslage erstreckt sich über etwa 1 Kilometer nahe der hier nach Norden verlaufenden Parthe.
Durch den Ort führt die Kreisstraße 8364 Naunhof–Zweenfurth, am südlichen Ortsende besteht zudem Anschluss an die Staatsstraße 43 Richtung Brandis und Großpösna in der Gegenrichtung.

### Nachbarorte
| Kleinpösna | Eicha                                       | Waldsteinberg |
| Fuchshain  | Kompassrose, die auf Nachbargemeinden zeigt | Ammelshain    |
| Threna     | Naunhof                                     |               |

## Geschichte
Um 1200 erfolgte die Errichtung einer romanischen Kapelle bzw. Kirche in Erdmannshain, wahrscheinlich als Befestigungs- oder Burgwart. 1272 ist das Dorf als Rittersitz eines gewissen Otto de Ertmarishain belegt. Datiert 1349 findet sich im Lehnbuch des Land- und Markgrafen, dass „Rudolfus et Guntherus de Bunow“ (Rudolf und Günter von Bünau) Herren u. a. über Erdmannshain sind, 1413 wird ihnen Erdmannshain als Lehn übertragen. 1497 findet Ertmarshain Erwähnung im Lehnbuch des Antoniterklosters Eicha, 1506 wird es im Lehnbuch derer „von Wolframsdorf“ in Albrechtshain geführt. 1536 kam das Dorf in den Besitz des kurfürstlich-sächsischen Rats- und Kammerherren Hans von Ponikau, welcher auch Schlossherr von Pomßen war.
1727 erfolgte ein Umbau der Kirche, wobei Westliche und südliche Empore sowie eine Kanzel eingebaut wurden. August Schumann nennt 1815 im Staats-, Post- und Zeitungslexikon von Sachsen Erdmannshain betreffend u. a.: 

„[…] an der Barda gelegen. Es hat eine Filialkirche von Albrechtshain, 33 Häuser und 130 Einwohner. Sie besitzen 7 Hufen, 6 Pferde, 168 Kühe, 200 Schaafe, […]. Das Dorf gehört schrifts. zum Rittergute Pomsen.“

Albert Schiffner ergänzt 1828 u. a.: 

„[…] hat gegen 200 Bewohner, auch eine Mühle, […]. Es hat weder einen besonderen Schulmeister, noch eingepfarrte Ortschaften.“

1816 erfolgte die Errichtung eines Schulhauses, wohin die Kinder vordem zur Schule gingen ist nicht nachweisbar. Am 3. August 1839 erfolgte die Inbetriebnahme einer Windmühle durch den Besitzer aus Dürrweitzschen – so teilte es dieser an jenem Tag dem Dietzschen Gericht zu Pomßen mit. 1884 erfolgten bauliche Reparaturen an der Kirche. Der Turm erhielt eine neue Haube, Fahne und Turmkugel wurden abgenommen und erneuert.
1939 wurde eine Turmuhr für die Kirche beschafft. Am 20. Oktober 1943 erfolgte ein schwerer Luftangriff auf den Ort. Dabei wurden 4 Häuser zerstört und 4 Menschen getötet. Am 1. Juli 1950 wurde Erdmannshain nach Naunhof eingemeindet. Im selben Jahr wurde die Schule geschlossen, die Kinder wurden fortan in Naunhof unterrichtet. 1960 erfolgte der zwangsweise Zusammenschluss aller Bauern zu einer Landwirtschaftlichen Produktionsgenossenschaft. 1968 erfolgte die Verlegung einer zentralen Trinkwasserleitung im Ort.
1989 begannen Rekonstruktionsarbeiten an der Kirche. Dabei wurden u. a. das Turmgebälk erneuert und der Turm mit Kupferneu eingedeckt. Am 23. Juni 1991 erhielt dieses eine neu Bekrönung mit goldener Turmkugel und Wetterfahne.

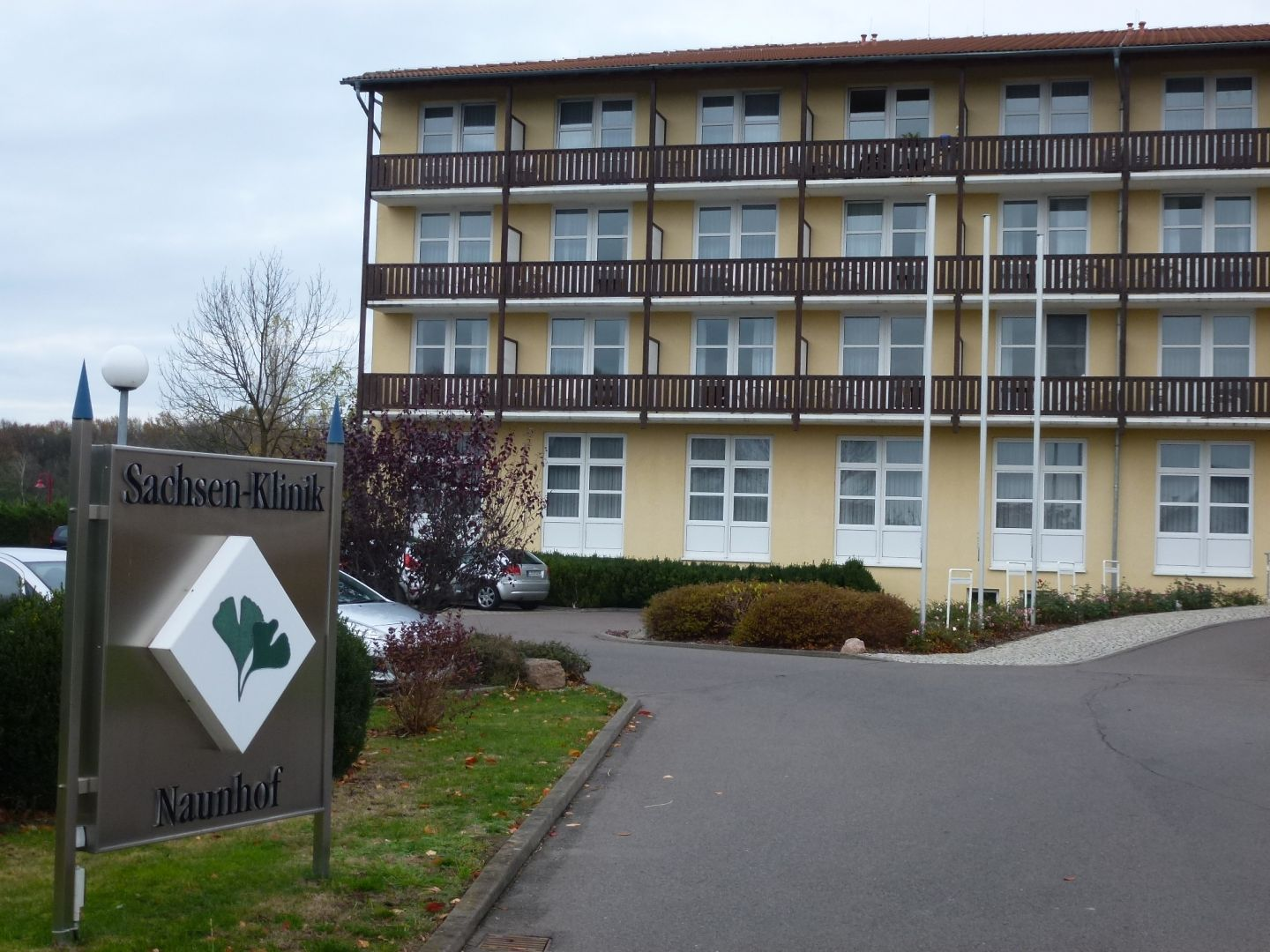
Sachsen-Klinik

Am 30. September 1993 erfolgte der erste Spatenstich für den Bau der Rehabilitationsklinik mit 300 Betten. Ab 14. September 1995 wurden die ersten Patienten in der Sachsen-Klinik Naunhof, einer Rehabilitationsklinik für Erkrankungen des Stütz- und Bewegungsapparates, behandelt.

## Entwicklung der Einwohnerzahl
| Jahr    | Einwohnerzahl                            |
| ------- | ---------------------------------------- |
| 1548/51 | 16 besessene Mann, 15 Inwohner, 17 Hufen |
| 1764    | 27 besessene Mann, 4 Häusler, 7 Hufen    |
| 1834    | 159                                      |
| 1871    | 167                                      |
| 1890    | 147                                      |

| Jahr | Einwohnerzahl |
| ---- | ------------- |
| 1910 | 245           |
| 1925 | 223           |
| 1939 | 246           |
| 1946 | 313           |
| 1950 | 390           |

| Jahr | Einwohnerzahl |
| ---- | ------------- |
| 1988 | 160           |
| 1994 | 149           |
| 2011 | 417           |

## Tourismus

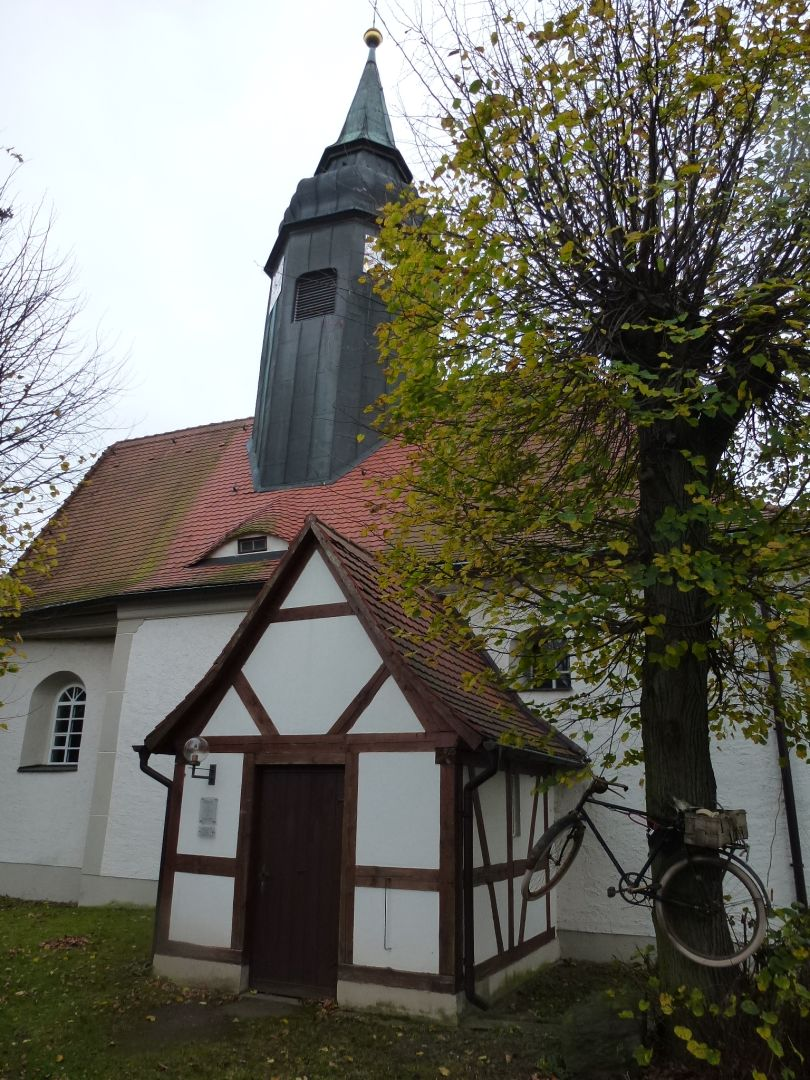
Radfahrerkirche

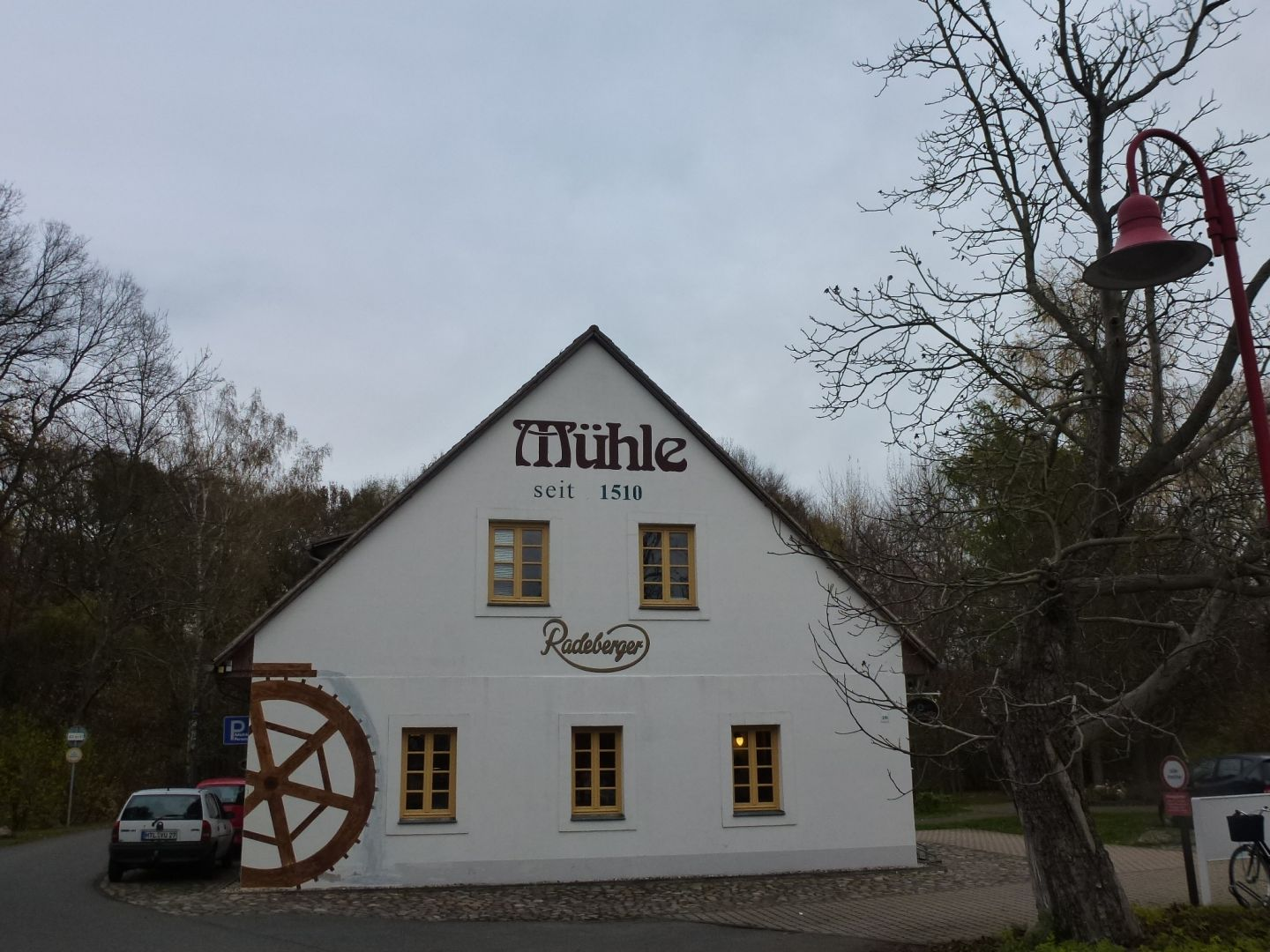
Gaststätte "Mühle"

Die Parthe-Mulde-Radroute führt an der 2006 zur Radfahrerkirche geweihten Dorfkirche vorbei.